# Het imperialisme als hoogste stadium van het kapitalisme
Het imperialisme als hoogste stadium van het kapitalisme (Russisch: Империализм как высшая стадия капитализма) is een boek geschreven door de Russische communistische revolutionair Vladimir Lenin in 1916 en uitgegeven in 1917. Het beschrijft de vorming van een monopolie door de vervlechting van bank- en industrieel kapitaal, met als doel een financieel monopolie te creëren. Het verklaart de rol van financieel kapitaal in het genereren van winsten uit de koloniale uitbuiting die inherent is aan het imperialisme, als de laatste fase van het kapitalisme. 

## Samenvatting

### Concentratie van productie en kapitaal
Lenin begint met de analyse van de concentratie van productie en kapitaal, die leidt tot de vorming van monopolies. Grote bedrijven en banken groeien samen en domineren de economie, waardoor concurrentie wordt geëlimineerd en macht geconcentreerd raakt in de handen van een kleine elite.

### Fusie van bank- en industrieel kapitaal
De volgende fase is de fusie van bank- en industrieel kapitaal tot financieel kapitaal, beheerd door een financiële oligarchie. Dit betekent dat banken niet alleen krediet verschaffen maar ook directe invloed uitoefenen op de productie en distributie van goederen.

### Kapitaalexport
Lenin wijst op het belang van kapitaalexport in plaats van goederenexport. Industriële kapitalen worden steeds meer naar het buitenland geëxporteerd op zoek naar hogere winsten, vooral naar minder ontwikkelde landen, wat leidt tot een toenemende exploitatie van deze regio's.

### Internationale monopolies
De kapitaalconcentratie en de groei van de financiële macht leiden tot de vorming van internationale monopolies. Deze monopolies verdelen de wereldmarkt onderling, wat resulteert in economische hegemonie over verschillende regio's.

### Verdeling van de Wereld
Lenin bespreekt hoe de belangrijkste imperialistische machten de wereld onder elkaar verdelen. Dit proces is dynamisch en veroorzaakt conflicten en oorlogen, omdat elke macht streeft naar een grotere invloedssfeer en controle over buitenlandse markten en hulpbronnen.

### Oorzaken van oorlogen
Imperialisme creëert onvermijdelijk internationale spanningen en oorlogen. De strijd om economische dominantie en territoriale controle tussen de grote mogendheden leidt tot gewapende conflicten, zoals duidelijk werd in de Eerste Wereldoorlog.

### Conclusie
Lenin concludeert dat imperialisme niet alleen een economisch maar ook een politiek verschijnsel is. Het is de laatste en hoogste fase van het kapitalisme, gekenmerkt door monopolistische overheersing, financieel kapitaal en mondiale strijd om hegemonie. Lenin pleit voor een revolutionaire beweging die dit systeem omverwerpt en leidt naar het socialisme.

## De term “imperialisme”
De term "imperialisme" heeft een andere betekenis voor marxisten dan de manier waarop veel hedendaagse historici en economen deze term gebruiken. In de Van Dale wordt "imperialisme" gedefinieerd als: "politiek van streven naar gebiedsuitbreiding door het veroveren of afhankelijk maken van andere landen of streken." Zo worden keizerrijken, koloniën en dominantie van bepaalde landen over andere landen vaak beschouwd als imperialistisch. Marxisten het imperialisme echter als het 'hoogste stadium van het kapitalisme'. In de tijd van Karl Marx kenmerkte het kapitalisme zich als vrije concurrentie tussen bedrijven. In de tijd van Lenin zag men dat zich monopolies vormden. Deze monopolies breiden de uitbuiting op wereldschaal uit. Kapitalisten concurreren om controle over grondstoffen en afzetmarkten en streven naar maximale winst, wat leidt tot conflicten tussen verschillende landen en soms zelfs tot gewelddadige oorlogen voor herverdeling van invloedssferen. 
Volgens Lenin is de Eerste Wereldoorlog een treffend voorbeeld van een imperialistisch conflict. De toenemende concurrentie tussen de monopolies van het Verenigd Koninkrijk en Duitsland leidde uiteindelijk tot een wereldoorlog. Duitslands groeiende industrie vormde een bedreiging voor de Britse bourgeoisie, die daarom baat had bij een oorlog om definitief af te rekenen met de Duitse dreiging. Voor de Duitse bourgeoisie bood de oorlog de mogelijkheid om haar grootste concurrent te plunderen en de positie van het Verenigd Koninkrijk op de wereldmarkt over te nemen.
Hoewel de moderne communistische beweging actief gebruikmaakt van Lenins werk, bestaat er binnen deze internationale beweging enige discussie over de definitie van "imperialisme". Dit bleek uit de opheffing van het Initiatief van Communistische en Arbeiderspartijen (INITIATIVE) vanwege ideologische verschillen over de Russische invasie van Oekraïne. Sommige partijen steunden de invasie, terwijl andere de oorlog beschouwden als een imperialistisch conflict. Als gevolg hiervan is de Europese Communistische Actie ontstaan, die de Russische invasie als een imperialistische daad beschouwt.
- Biblioteca Nacional de España: XX2599455
- Gemeinsame Normdatei: 4099287-1
- Library of Congress Control Number: n88054880
- Nationale Bibliotheek van Israël: 987007418984605171
- Virtual International Authority File: 188435646